# Olle Söderlund (konstnär)
Carl Olof (Olle) Söderlund, född 8 juli 1924 i Ulricehamn, död 29 oktober 2004 i Borås, var en svensk konditor, målare och tecknare.
Han var son till konditorimästaren Carl Söderlund och Hildur Adolfsdotter och från 1955 gift med Brita Person. Söderlund bedrev vid sidan av sitt yrke målarstudier för Arne Isacsson och Hugo Simson vid Arbetarnas bildningsförbunds målarskola i Borås 1956–1960 samt genom självstudier under resor till Bornholm, Nederländerna, Jugoslavien samt upprepade gånger till Danmark, Tyskland och Österrike. Tillsammans med Rune Eringstam ställde han ut i Ulricehamn 1961 och han medverkade i Borås konstförenings utställningar på Borås konstmuseum samt ABF:s utställningar. Hans konst består av stilleben, figurer och porträtt. Olle Söderlund är begravd på Sankt Sigfrids griftegård i Borås. 